# Худая Хабариха
Худая Хабариха (Худая Виска) — река в России, течёт по территории Усть-Цилемского района Республики Коми. Устье реки находится в 358 км по правому берегу Печоры, на высоте 9 м над уровнем моря. Длина реки составляет 32 км.
В 2 км от устья Худой Хабарихи в неё справа впадает приток Нижний Исюгинский (Нижний Исюшнский).

## Данные водного реестра
По данным государственного водного реестра России относится к Двинско-Печорскому бассейновому округу, водохозяйственный участок реки — Печора от водомерного поста Усть-Цильма и до устья, речной подбассейн реки — бассейны притоков Печоры ниже впадения Усы. Речной бассейн реки — Печора.
Код объекта в государственном водном реестре — 03050300212103000080901.